# 里約卡
里約卡（葡萄牙語：RioCard）是巴西里約熱內盧使用的智能卡系統，是非接觸式智能卡並使用MIFARE。里約卡的安裝可強化巴西與公共交通開放標準聯盟。
2013年10月，里約熱內盧測試可用於手機的車票，使用近場通訊技術。。